# Сретение Господне („Свети Павел“)
„Сретение Господне/Христово“ (на гръцки: Ιερός Ναός της Υπαπαντής του Κυρίου) е възрожденска църква на Света гора, католикон на светогорския манастир „Свети Павел“.

## История
Строежът на нов католикон на манастира започва в 1816 година, но е прекратено, заради опусняването на манастира в годините на Гръцката война за независимост. Възобновено е в 1839 година и завършено в 1845 година.

## Описание
Храмът има дванадесет купола, което е рядко за Света гора. Голяма част от него е мраморна, включително и олтара. Мраморната украса е делона тиноския майстор Йоанис Лиритис.
В 1900 – 1901 година иконите за католикона са изписани от светогорския художник Христодулос Матеу. Творбите на Христодулос Матеу са високо оценени на Света гора. Дякон Козма Влахос казва за иконите на Христодулос за „Сретение Господне“: „... царските икони, които изписа карийският зограф Христодулос Матеу от Негуш [са] добър пример за това какво може да постигне живописта на Света гора“.